# グラッタンの虐殺

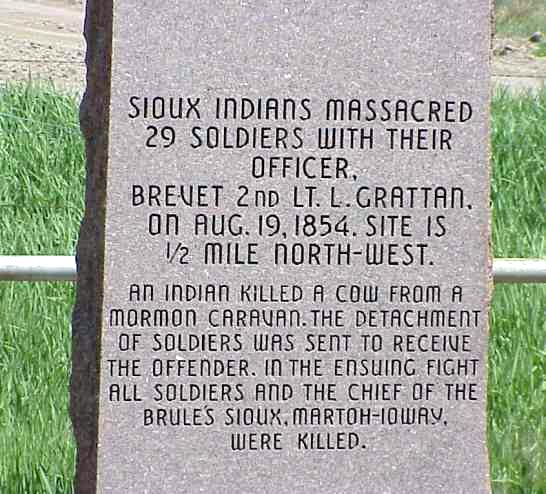
現地にある記念石碑

ワイオミング州

グラッタンの虐殺（Grattan massacre）は、1854年8月19日に、ネブラスカ準州ララミー砦（現在のワイオミング州ゴーセン郡）のそばで、アメリカ陸軍とラコタ・スー族インディアンとの間で、牛一頭の賠償を巡って起こった軍絡みの紛争。
事件の責任者であるアメリカ軍人ジョン・ローレンス・グラッタンの名を採ってこう呼ばれている。
「虐殺（massacre）」と名はついているが、実情は武装した米兵がインディアンの村に押しかけて、無理難題を要求したあげくに武力行使し、自業自得の返り討ちにあって全滅してしまったというものである。大平原地帯における「インディアン戦争」の最初期の事例とされる。

## 発端
膨張する一方のアメリカ合衆国の植民は、19世紀に入って西部大平原地帯にも蚕食してきた。この一帯は、スー族をはじめとする、略奪狩猟騎馬民族である「平原インディアン」たちの領土だった。合衆国は1833年にネブラスカ準州にララミー砦を開き、陸軍を常駐させ、1851年の「ララミー砦条約」以降、スー族に保留地への定住を強制し始めていた。西へと向かう多くの白人移民の幌馬車団は近くの「オレゴン道」を通過したが、若いスーの戦士たちは領土に侵入した彼らから牛や馬をかっさらって、白人移民たちを悩ませていた。
1854年の初夏、スー族各支族は1851年に第一次ララミー砦条約で約束された保留地年金を受け取るため、ララミー砦そばに集まっていた。砦のそばに5000人近いスー族が大集結していたのである。
地元ネブラスカの作家マリ・サンドスは当時を知るスー族の古老や関係者から聞き取り取材を行い、事件についての証言をまとめている。スー族によると、事件のあらましは以下のようなものであった。
スー族はララミー砦近くで「太陽の踊り（サンダンスの儀式）」を行い、この儀式のために、カーリー（後のクレイジー・ホース）、ハンプ、リトル・ホーク、ローン・ベアーら錚々たる戦士たちや、コンクァーリング･ベアーやオールド・マン・アフレイド・オブ・ヒズ・ホーシズといった酋長も顔を合わせていた。
8月に、ララミー砦からほど近い、シチャング・スー族（ブルーレ族）とオグララ・スー族の共同野営地に、モルモン教徒の一団がやって来た。そのうちの一人が、片脚を痛めた雌牛を棒で激しく叩いたところ、牛は暴走し、スー族の野営に飛び込んでトラヴォイ（地引き橇）や干した生皮を壊した。牛はちょうどこの野営を訪れていた、ハイ・フォアヘッド（高い額）、またはストレート・フォアトップ（まっすぐな前髪）という名のミネコンジュー・スー族の戦士のティーピーを壊してしまった。ハイ・フォアヘッドは牛の角を掴んでこれを押さえ、追いかけてきたモルモン教徒に取りに来るよう手を振り、大きな声で叫んだ。しかしモルモン教徒は逃げて行ってしまった。牛は年取っていて脚を怪我しており、何の価値もなかったので、ハイ・フォアヘッドは牛を彼のティーピーを壊した代償だと思い、みんなで食べてしまった。
その晩、コンクァーリング･ベアー酋長とオールド・マン・アフレイド・オブ・ヒズ・ホーシズ酋長は、聖なるパイプの儀式を行い、二人でこの問題を協議した。彼らは「朝になったら砦に行って、兵隊の酋長に会おう。」と話しあった。しかし、彼らが砦に行く前に、事態は急展開していた。モルモン教徒の飼い主は、これをララミー砦の米軍に苦情として持ち込んでいた。米軍の若い指揮官は、スー族を従わせるのにちょうどよいと、この訴えを採り上げた。
砦の近くには、スー族の妻を持ち、永年スー族と交流のあったルイ・ボルドーというフランス人交易業者がいた。彼はもめごとを避けるためにその朝、砦でグラッタンと話をし、モルモン教徒に死んだ牛を10ドルで買おうと申し出た。しかし、家畜としてはすでに役に立たなかった老牛の代償金として、モルモン教徒は当時では高額の25ドルを要求した。 ボルドーはとてもそんな金は払えないと断り、引き下がった。

## 事件の顛末
1854年8月19日の朝、癇癪持ちのグラッタンはハイ・フォアヘッド逮捕のために、29人の兵士と、ユーセ（フランス名リュシエンヌ・オーギュスト）というインディアンとフランス人の混血の通訳を連れ、2門のワゴン砲を馬に引かせてスー族の野営へ出かけた。ユーセは呑んだくれで、スー族から嫌われており、彼らに脅えてさらにウィスキーを煽った。彼のラコタ語の知識は不完全で、通訳としては役に立たず、コンクァーリング・ベアー酋長の言葉に捏造を加えて事態を悪化させた。怒り狂ったグラッタンはユーセから酒瓶を採り上げて叩き割っている。
その場に居合わせた交易業者のボルドーによると、グラッタン達はスー族の野営地に入ると、スー族の戦士を女呼ばわりしてなじり始めた。野営には、およそ4800人のスー族がおり、約1200人が戦士だった。ボルドーによるとグラッタン大尉はこれを見てボルドーに相談してきた。ボルドーは、彼にコンクァーリング･ベアー酋長に直接交渉するよう勧めた。ボルドーも、インディアンの酋長の立場を「指導者」と誤解しているのである。
ヒュー・フレミング中尉とグラッタンはシチャング族のコンクァーリング･ベアー酋長のティーピーを訪ね、ミネコンジュー族のハイ・フォアヘッドを差し出せと理不尽な要求を行った。オールド・マン・アフレイド・オブ・ヒズ・ホーシズ酋長とコンクァーリング･ベアー酋長は「調停役」として、グラッタンとハイ・フォアヘッドの間を行ったり来たりした。コンクァーリング･ベアー酋長は、米軍と怒り狂ったモルモン教徒を鎮めるために最善を尽くし、彼は、モルモン教徒に賠償として自分の持ち馬の中から、極上のポニーを差し出そうと提案した。彼はグラッタンの前に五本の棒を置き、この妥協案を示した。しかしフレミング中尉は、強硬派で短気なジョン・グラッタンとともに、この妥協案を拒絶し、あくまでもハイ・フォアヘッドの即時引き渡しを要求した。 
コンクァーリング・ベアー酋長はこの無理難題に、「まあ待ちなさい、落ち着きなさい」と言って、グラッタンに座ってパイプをふかし、気を沈めるよう促したが、通訳のユーセはデタラメな言葉に変えてしまい、グラッタンは顔を真っ赤にしてブーツを踏み鳴らした。ボルドーが見たところ、ユーセの通訳は無茶苦茶で、事態を悪くするばかりだった。コンクァーリング・ベアー酋長はボルドーに通訳を頼んだが、グラッタンは納得しなかった。グラッタンは酋長を手で突いたので、スー族の戦士たちは米軍兵士を取り囲んだ。ボルドーは処置なしとみて交易所へと戻った。
癇癪を抑えきれなくなったグラッタンは兵士たちの列へ歩いて行って、長剣を引き抜き、砲撃を命令した。そして、米軍兵士は大砲をコンクァーリング・ベアー酋長、オールド・マン・アフレイド・オブ・ヒズ・ホーシズ酋長、ビッグ・パーチサン、コンクァーリング・ベアーの兄弟に向かって撃ち始めた。コンクァーリング・ベアーの兄弟は、和平のしるしの会議のブランケットを羽織っていたが、まず彼が砲撃で倒れて死んだ。グラッタンは再び大声をあげ、ワゴン砲はうなり、コンクァーリング・ベアー酋長が倒れ、死んだ。 
ハイ・フォアヘッドはライフルでグラッタンを撃ち殺し、スポッテッド・テイルは大声をあげた。そして、100人を超えるスー族戦士がワゴン砲の兵士に矢の雨を降らせた。グラッタン以下、30人の兵士たちはユーセとともに皆殺しにされたのだった。

## グラッタン中尉
グラッタン中尉は、陸軍士官学校を卒業したばかりの24歳の若手士官で、インディアン嫌いで有名な、呑んだくれで、短気な男だった。グラッタンは「20人も兵士がいれば、スー族を叩きのめしてこの地を平和にしてみせるさ」と嘯いていた。グラッタンはこの地に赴任して間がなく、スー族の戦力を軽視していた。当時、ララミー砦には100人程度の米軍兵士が常駐していたが、周辺のスー族は1000人を超えていたのである。
コンクァーリング･ベアー酋長の提案は、グラッタン達にははぐらかしにしか見えなかった。他の白人同様、グラッタンもインディアンの文化を全く理解していなかったのである。

## コンクァーリング・ベアー酋長
マト・ワユヒ（コンクァーリング･ベアー＝征服する熊）酋長は、シチャング族の非常に温厚で思慮深い、敬愛を集めた酋長だった。彼は白人達が「スー族の大指導者」として一目置き、条約交渉の要としたがっていた人物で、当時オールド･スモークの野営地の近くで、ミネコンジュー族やオグララ族と一緒に暮らしていた。
グラッタンやフレミング中尉は、コンクァーリング･ベアー酋長を「スー族を率いる最高指導者」だと勘違いしていた。フレミングの執拗な要求に、酋長は「自分はシチャング族の酋長（調停者）であり、ハイ・フォアヘッドはミネコンジュー族の戦士だから、自分には彼を連行するような権限がないのだ」と説明した。同じスー族であっても、シチャング族とミネコンジュー族は個別の共同体であり、ミネコンジュー族の不始末はミネコンジュー族で処理するのが道理なのである。また酋長はそもそも「指導者」でも「司令官」でもないのである。
スー族を始め、インディアンの社会は合議制であり、酋長（チーフ）はそのなかで「調停役」を果たす存在だった。酋長には首長のような、他者を従属させたり命令する権限は無い。「すべては大いなる神秘のもとにあり、神羅万象は平等であり繋がっている」と考えるインディアンの社会には、「首長」や「部族長」は存在しないのである。しかし、白人にはこれがどうしても理解できなかった。「インディアンのチーフは部族長であり、部族の代表である」という、クリストファー・コロンブス以来のこの勘違いは、ここでもこの温厚な酋長に対して向けられた。
グラッタンの理不尽な要求に対し、コンクァーリング・ベアー酋長は自分の私財を代理賠償するという分別ある申し出をし、「調停者」、「世話役」として申し分のない調停を提案したのである。コンクァーリング・ベアー酋長の死はスー族を大きな悲しみで包んだ。長老たちは「我々の平和な村に、白人の兵士を入れたことからこんなことになった」と悔やんだが、コンクァーリング･ベアー酋長は今わの際でも白人を怨まず、「無鉄砲な若者たちが誤ったことをした。私は死ぬ。私の身内、テトン・スーすべてはオールド・マン・アフレイド・オブ・ヒズ・ホーシズ酋長にあずける」と言い残した。
彼の遺体は、伝統に習って平原の樹上に葬られた。スー族の長老たちは、砦を襲撃して追い打ちをかけることはせず、それぞれが平原に再び散開することを選んだ。歴史作家のラリー・マクマートリーはこう述べている。 「彼らが望めば、恐らくララミー砦を滅ぼすことも出来ただろうに。」当時「カーリー（くせ毛）」という名だったクレイジー・ホース少年はこの事件に大きなショックを受け、一人で山にこもり、以後の人生を決定づける啓示を得ている。
この事件をきっかけに、白人とスー・インディアンの領土を巡る戦いは拡大の一途をたどり、ララミー砦条約の和平案は瓦解した。その根本原因は、白人のインディアン文化への無理解にあった。